# مكتبة السليمانية
المكتبة السليمانية (بالتركية: Süleymaniye Kütüphanesi)‏ هي مكتبة تقع في إسطنبول ملحقة بجامع السليمانية.
تحوى المكتبة في إطارها العام على مخطوطات 117 مكتبة، وقد صدر لها فهرس عربي في ثلاث مجلدات وتفاصيلها كالآتي: «فهرس المخطوطات العربية والتركية والفارسية في المكتبة السليمانية» - محمود السيد الدغيم، محمود سيد أوغلي، جدة: سقيفة الصفا العلمية، 1431 هـ.

## تاريخ المكتبة
تم تاسيس المكتبة عام 1927 م.

## المقتنيات
الكثير من محتوى المكتبة هي خزائن شخصية تبرع بها أصحابها، وهذا ثبت لهذه المجموعات:
- Abdulgani Ağa koleksiyonu - مجموعة عبد الغني آغا
- Ahmet Anlatan koleksiyonu - مجموعة أحمد أنلاطان
- Ali Galip Bey koleksiyonu - مجموعة علي غالب بك
- Ali Nihat Tarlan koleksiyonu - مجموعة علي نهاد طارلان
- Amcazade Hüseyin Paşa koleksiyonu - مجموعة حسين (أمجزادة؟) باشا
- Antalya Tekelioğlu koleksiyonu - مجموعة أنطاليا تكلي أوغلو
- Arslan Kaynardağ koleksiyonu - مجموعة أرسلان كينارداغ
- Ashab-I Hayır Vakfı koleksiyonu - مجموعة وقف أصحاب الخير
- Aşir Efendi koleksiyonu - مجموعة عاشر أفندي
- Ayasofya koleksiyonu - مجموعة آيا صوفيا
- Bağdatlı Vehbi Efendi koleksiyonu - مجموعة وهبي أفندي البغدادلي
- Basma Bağışlar koleksiyonu - (مجموعة التبرعات الخيرية؟ - مجموعة بسمة باخيشلار)
- Carullah Efendi koleksiyonu - مجموعة جار الله أفندي
- Celal Ökten koleksiyonu - مجموعة جلال أوكتان
- Çelebi Abdullah Efendi koleksiyonu - مجموعة عبد الله شلبي أفندي
- Çorlulu Ali Paşa koleksiyonu - مجموعة علي باشا الچورليني
- Damat İbrahim Paşa koleksiyonu - مجموعة إبراهيم دامات باشا
- Darü'l-Mesnevi koleksiyonu - مجموعة دار المثنوي
- Denizli koleksiyonu - مجموعة دينيزلي
- Dosyalar koleksiyonu - مجموعة الملفات؟
- Dr. Ali Sevil Akay koleksiyonu - مجموعة الدكتور علي سيفيل أكاي
- Dr. Feyzullah Paşa koleksiyonu - مجموعة الدكتور فيض الله باشا
- Düğümlü Baba koleksiyonu - مجموعة (عقدة الأب؟ - دوغوملو بابا)
- Efgani Şeyhi Ali Haydar koleksiyonu - مجموعة الشيخ علي حيدر الأفغاني
- Ekrem Karadeniz koleksiyonu - مجموعة أكرم قره دنيز
- Elhac Mustafa Efendi koleksiyonu - مجموعة الحاج مصطفى أفندي
- Erzincan koleksiyonu - مجموعة إرزنجان
- Esad Efendi koleksiyonu - مجموعة أسد أفندي
- Esmihan Sultan koleksiyonu - مجموعة السلطانة أسمهان
- F. Sezai Türkmen koleksiyonu - مجموعة ف. سيزاي تركمان؟؟
- Fatih koleksiyonu - مجموعة الفاتح
- Galata Mevl. Divan Edb. Mzs. koleksiyonu - مجموعة ديوان الأدب في قاعة الدراويش المولوية بغلطة
- Gelibolulu Tahir Ağa koleksiyonu - مجموعة طاهر آغا الغاليبوليني
- Giresun koleksiyonu - مجموعة غايرصن
- Gülnuş Valide Sultan koleksiyonu - مجموعة والدة السلطان گلنوش
- H. Şemsi-Fatih Güneren koleksiyonu - مجموعة شمس الفاتح غونرن
- Hacı Ali Saib Efendi koleksiyonu - مجموعة الحاج (حجّي) علي صائب أفندي
- Hacı Beşir Ağa koleksiyonu - مجموعة الحاج (حجي) بشير آغا
- Hacı Beşir Ağa (Eyüp) koleksiyonu - مجموعة الحاج (حجي) بشير آغا (أيوب)
- Hacı Mahmut Efendi koleksiyonu - مجموعة الحاج محمود أفندي
- Hacı Reşit Bey koleksiyonu - مجموعة الحاج رشيد بك
- Hafız Ahmet Paşa koleksiyonu - مجموعة حافظ أحمد باشا
- Hafid Efendi koleksiyonu - مجموعة حفيظ أفندي
- Hafid Efendi İlavesi koleksiyonu - مجموعة حافظ أفندي الإضافية
- Halet Efendi koleksiyonu - مجموعة خالد أفندي
- Halet Efendi İlavesi koleksiyonu - مجموعة خالد أفندي الإضافية
- Hafız İbrahim Gürpınar koleksiyonu - مجموعة حافظ إبراهيم غوربينار
- Hamidiye koleksiyonu - مجموعة الحميدية
- Hamidiye Murakkâ't koleksiyonu - مجموعة مرقعات الحميدية
- Harput koleksiyonu - مجموعة خربوط
- Hasan Hayri Abdullah Ef. koleksiyonu - مجموعة حسن خيري عبد الله أفندي
- Hasan Hüsnü Paşa koleksiyonu - مجموعة حسن حسنو (حسني) باشا
- Hasib Efendi koleksiyonu - مجموعة حسيب أفندي
- Haşim Paşa koleksiyonu - مجموعة هاشم باشا
- Hekimoğlu Ali Paşa koleksiyonu - مجموعة علي باشا حكيم أوغلو
- Hekimoğlu Ali Paşa Cami koleksiyonu - مجموعة علي باشا حكيم أوغلو الجامعية (محفوظة في الجامع)
- Hidiv İsmail Paşa koleksiyonu - مجموعة الخديوي إسماعيل باشا
- Hüseyin Kazım koleksiyonu - مجموعة حسين كاظم
- Hüsrev Paşa koleksiyonu - مجموعة خسرو باشا
- Hz. Halid (Eyüp Camii) koleksiyonu - مجموعة حضرة (سيدنا) خالد (جامع أبو أيوب الأنصاري)
- Hz. Nasuhi Dergahı koleksiyonu - مجموعة حضرة نصوحي دارغا
- İbrahim Efendi koleksiyonu - مجموعة إبراهيم أفندي
- İhsan Mahvi koleksiyonu - مجموعة إحسان محوي
- İsmail Öztürk koleksiyonu - مجموعة إسماعيل أوزتُرك
- İyd Mehmed Efendi koleksiyonu - مجموعة إياد محمد أفندي
- İzmir koleksiyonu - مجموعة إزمير
- İzmirli İsmail Hakkı koleksiyonu - مجموعة إسماعيل حقي الإزميرلي
- İzmirli Mustafa Efendi koleksiyonu - مجموعة مصطفى إزميرلي أفندي
- K.Çelebi-Zade Hüsamettin koleksiyonu - مجموعة حسام الدين شلبي زاده
- Kadı-Zade Burhaneddin koleksiyonu - مجموعة برهان الدين قاضي زاده
- Kadı-Zade Mehmed Efendi koleksiyonu - مجموعة محمد قاضي زاده أفندي
- Kasideci-Zade S. Sırrı koleksiyonu - مجموعة س. سرّي قاصدجي-زاده
- Kemal Edip Kürkçüoğlu koleksiyonu - مجموعة كمال أديب كركچ أوغلو
- Kılıç Ali Paşa koleksiyonu - مجموعة علي كلچ باشا
- Lala İsmail koleksiyonu - مجموعة لاله إسماعيل
- Laleli koleksiyonu - مجموعة لاله لي
- Levhalar koleksiyonu - مجموعة (الأوراق؟)
- M. Arif-M. Murad koleksiyonu - مجموعة عارف-م مراد
- M. Hilmi-F. Fethi koleksiyonu - مجموعة حلمي-ف فتحي
- Mahmud Paşa koleksiyonu - مجموعة محمود باشا
- Mehmed Ağa Camii koleksiyonu - مجموعة جامع محمد آغا
- Mehmed Nuri Efendi koleksiyonu - مجموعة محمد نوري أفندي
- Mehmed Nusret Giresuni koleksiyonu - مجموعة محمد نصرت الغايرصوني
- Mehmed Sefayihi koleksiyonu - مجموعة محمد سيفاهيي
- Mesih Paşa koleksiyonu - مجموعة مسيح باشا
- Mihrişah Sultan koleksiyonu - مجموعة مهرشاه سلطان
- Molla Çelebi koleksiyonu - مجموعة الملا شلبي
- Muammer Ülker koleksiyonu - مجموعة معمَّر أولكر
- Muğlalı Hoca Mustafa Ef. koleksiyonu - مجموعة الخجا مصطفى مغللي أفندي
- Murad Buhari Tekkesi koleksiyonu - مجموعة تكية مراد البخاري
- Murad Molla koleksiyonu - مجموعة مراد ملا
- Musalla Medresesi koleksiyonu - مجموعة مدرسة المصلى
- Nafiz Paşa koleksiyonu - مجموعة نافذ باشا
- Necip Erdem koleksiyonu - مجموعة نجيب إردم
- Nureddin Ağa koleksiyonu - مجموع نور الدين آغا
- Nuri Arlasez koleksiyonu - مجموعة نوري آرلاسز
- Osman Huldi Öztürkler koleksiyonu - مجموعة عثمان خلدي أوزتُركلر
- Ömer Sindal koleksiyonu - مجموعة عمر سندال
- Pertev Paşa (Selimiye) koleksiyonu - مجموعة پيرتيڤ باشا (السليمية)
- Pertevniyal V. Sultan koleksiyonu - مجموعة والدة السلطان پيرتڤنيال
- Rauf Yekta koleksiyonu - مجموعة رؤوف يكتا
- Reisülküttap koleksiyonu - مجموعة رسول الكتَّاب
- Reşit Efendi koleksiyonu - مجموعة رشيد أفندي
- Rüstem Paşa koleksiyonu - مجموعة رستم باشا
- Saadeddin Mübtegi Vakfı koleksiyonu - مجموعة مؤسسة سعد الدين مبتغي
- Saadettin Serezli-Ümit Erk koleksiyonu - مجموعة سعد الدين ؟؟
- Saliha Hatun koleksiyonu - مجموعة صالحة خاتون
- Sami Benli koleksiyonu - مجموعة سامي بنلي
- Serez koleksiyonu - مجموعة سرز
- Servili koleksiyonu - مجموعة سرولي
- Seyyit Nazif Efendi ( Hekimbaşı ) koleksiyonu - مجموعة السيد نظيف أفندي (حاكم باشي)
- Sultan Ahmed (1) koleksiyonu - مجموعة السلطان أحمد الأول
- Süheyl Ünver koleksiyonu - مجموعة سهيل أونڤر
- Süleymaniye koleksiyonu - مجموعة السليمانية
- Süleymaniye Murakka'at koleksiyonu - مجموعة مرقعات السليمانية
- Sütlüce Dergahi Elif Ef. koleksiyonu ؟؟؟
- Şazeli Tekkesi koleksiyonu - مجموعة التكية الشاذلية
- Şehit Ali Paşa koleksiyonu - مجموعة الشهيد علي باشا[3]
- Şehzade Mehmed koleksiyonu - مجموعة الشاهزاده (الأمير) محمد
- Şerif Muhiddin Targan koleksiyonu - مجموعة شريف محي الدين طارغان
- Şeyhülislam Esad Efendi koleksiyonu - مجموعة شيخ الإسلام أسد أفندي
- Tahir Ağa Tekkesi koleksiyonu - مجموعة تكية طاهر آغا
- Tarık Gökmen koleksiyonu - مجموعة طارق گوكمان
- Tercüman koleksiyonu - مجموعة الترجمان
- Tırnovalı koleksiyonu - مجموعة تيرنوالي؟
- Turhan Valide Sultan koleksiyonu - مجموعة والدة السلطان ترخان
- Uşşaki Tekkesi koleksiyonu - مجموعة تكية العشاق
- Vakfı Namalum koleksiyonu - ؟؟؟
- Yabancı Diller koleksiyonu - مجموعة اللغات الأجنبية
- Yahya Tevfik koleksiyonu - مجموعة يحيى توفيق
- Yazma Bağışlar koleksiyonu - مجموعة المنح؟؟ (يازما باغيشلار)
- Yeni Cami koleksiyonu - مجموعة الجامع الجديد (يني جامع)
- Yeni Eserler koleksiyonu - مجموعة الأعمال الجديدة
- Yeni Medrese koleksiyonu - مجموعة المدرسة الجديدة
- Yozgat koleksiyonu - مجموعة يوزغات
- Yusuf Ağa koleksiyonu - مجموعة يوسف آغا
- Zühtü Bey koleksiyonu - مجموعة زهدي بك